# Стекер, Скайлар
Скайлар Стекер (англ. Skylar Stecker; род. 24 апреля 2002) — американская актриса и певица.

## Биография

### Карьера
Карьера Скайлар началась после её выступления на церемонии International Modeling & Talent Association Awards в Лос-Анджелесе в 2012 году, где она была удостоена звания «лучшей вокалистки» и «самого востребованного таланта». В том же 2012-м она исполняла государственный гимн на играх команд Висконсин Бэджерс, Нью-Орлеан Сэйнтс, UCLA и «Грин-Бей Пэкерс». Она исполняла государственный гимн более сотни раз и выступала на одной сцене с MattyBRaps. В августе 2013 года она начала активно записывать кавер-видео и выкладывать их на своём канале на YouTube. В конце 2013 года Скайлар снялась в комедийном телесериале производства ABC «Супер весёлый вечер» с Ребел Уилсон в главной роли. 25 сентября 2015 года вышел дебютный альбом, колторый содержал такие синглы как, «Rooftop», «Rascal», «That’s What’s Up», «Crazy Beautiful», которые также были выпущены в 2015 году. Релиз был одним из самых ожидаемых альбомов четвёртого квартала 2015 года.
13 июня 2015 года «Rooftop» заняла 45 место в Dance Club Songs. 11 июля того же года сингл переместился на 11 место. Также она появилась на 2015 Holiday Music Special. В июне 2016 года выпустила переиздание своего альбома «This Is Me», названное «This Is Me: Signature Version». В сентябре 2016 года её кавер-версия песни «Sweet Dreams», записанная при участии JX Riders достигла первого места в Dance Club Songs chart.
10 марта 2017 года Стекер выпустила сингл «Only Want You». Продюсером выступил Трики Стюарт.

### Влияние
В качестве повлиявших на неё исполнителей Скайлар называет Бруно Марса, Бейонсе, Кристину Агилеру и Алишу Киз.

### Личная жизнь
Родилась в Тампе, штат Флорида. Является дочерью Аарона Стекера и Кары Хендрикс. Имеет брата, Дорсетта. Выросла в штате Висконсин. Была вегитарианкой в течение пяти лет. С января 2015 года является веганом. В настоящее время проживает в Ирвайне, в штате Калифорния.

## Дискография

### Студийный альбом
| This is Me                                                    | - Выпущен: 25 сентября 2015 - Форматы: CD, Цифровая дистрибуция - Лейбл: Cherrytree Records Interscope | 4 Список композиций - 1. «That’s What’s Up» - 2. «You Got The Golden Touch» - 3. «That’s Love» - 4. «Crazy Beautiful» - 5. «Bring Me To Life» - 6. "Rooftop " - 7. «Not Afraid of Love» |
| «—» означает, что альбом не был выпущен или не попал в чарты. | | |

### Мини-альбом
| Название    | История релиза                                                                    | Примечание |
| ----------- | --------------------------------------------------------------------------------- | --- |
| Firecracker | - Выпущен: 27 января 2015 - Формат: EP, Цифровая дистрибуция - Лейбл: Независимый | Список композиций - 1. «Rooftop» - 2. «Firecracker» - 3. «Hey» - 4. «Rascal» - 5. «Stand in My Way» - 6. «Fly» - 7. «Save Me Now» |

### Синглы

#### В качестве ведущего артиста
| Название                                            | Год  | Высшая позиция в чартах | Высшая позиция в чартах | Высшая позиция в чартах | Альбом      |
| Название                                            | Год  | US                      | US Dance                | US Dance/Elec           | Альбом      |
| --------------------------------------------------- | ---- | ----------------------- | ----------------------- | ----------------------- | ----------- |
| «Little Bit Too Much»                               | 2013 | —                       | —                       | —                       | н/д         |
| «Hey»                                               | 2015 | —                       | —                       | —                       | Firecracker |
| «Rooftop»                                           | 2015 | —                       | 11                      | —                       | This is Me  |
| «Rascal»                                            | 2015 | —                       | —                       | —                       | This is Me  |
| «That’s What’s Up»                                  | 2015 | —                       | —                       | —                       | This is Me  |
| «Crazy Beautiful»                                   | 2015 | —                       | 14                      | —                       | This is Me  |
| «Bring Me to Life» (при участии Kalin and Myles)    | 2016 | —                       | —                       | —                       | This is Me  |
| «Let It Show»                                       | 2016 | —                       | —                       | —                       | н/д         |
| «Sweet Dreams» (кавер) (JX Riders и Скайлар Стекер) | 2016 | —                       | 1                       | 29                      | н/д         |

#### В качестве приглашенного исполнителя
| Название                                           | Год  | Альбом |
| -------------------------------------------------- | ---- | ------ |
| «Stereo Hearts (кавер-версия)»(совместно с MattyB) | 2013 | н/д    |
| «The Monster (кавер-версия)»(совместно с MattyB)   | 2013 | н/д    |
| «Shake It Off (кавер-версия)» (совместно с MattyB) | 2014 | н/д    |
| «Star Darlings 'Wish Now' (Skylar Stecker Remix)»  | 2016 | н/д    |

## Фильмография
| Год  | Название            | Роль              | Примечания   |
| ---- | ------------------- | ----------------- | ------------ |
| 2013 | Супер весёлый вечер | Бриттани          | 1 эпизод     |
| 2013 | В пасти безумия     | В роли самой себя | 1 веб-эпизод |
| 2015 | Остин и Элли        | Ридли             | 2 эпизода    |

## Награды и номинации
| Год  | Премия                                        | Номинация                                            | Номинированная работа | Результат | Источники     |
| ---- | --------------------------------------------- | ---------------------------------------------------- | --------------------- | --------- | ------------- |
| 2012 | International Modeling and Talent Association | Самый востребованный талант (Женщина)                | Она сама              | Победа    | [ 34 ] [ 35 ] |
| 2015 | Премия «Либби»                                | Лучшее использование славы в Интернете ради животных | Она сама              | Победа    | [ 36 ] [ 37 ] |